# Phonus
Phonus es un género, creado por el Botánico John Hill en 1762 - recuperando este nombre (phŏnos, i) de las descripciones de Plinio el Viejo referente al cártamo - con cinco especies  perteneciente a la familia de las asteráceas. Corresponde a especies anteriormente clasificadas en el género Carthamus, con Carthamus arborescens como basiónimo del  género.

## Especies
- Phonus arborescens (L.) G.López
- Phonus fruticosus (Maire) G.López
- Phonus lanatus (L.) Hill
- Phonus mareoticus (Delile) G.López
- Phonus rhiphaeus (Font Quer & Pau) G.López

## Sinónimos
Carthamus p.p. minima.